# Донован, Джеймс
Джеймс Бритт Донован (англ. James Britt Donovan), (29 февраля 1916 — 19 января 1970) — американский адвокат, офицер военно-морских сил США и политический переговорщик.
Донован широко известен ролью переговорщика в обмене американского пилота самолёта-шпиона U-2 Фрэнсиса Гэри Пауэрса на советского разведчика Рудольфа Абеля в 1962 году, а также переговоров по освобождению 3 июля 1963 года, Донован добился освобождения из кубинских тюрем 9703 мужчин, женщин и детей. после неудачной Операции в заливе Свиней.
В 2015 году Стивеном Спилбергом был снят художественный фильм «Шпионский мост», основанный на автобиографии Донована. Роль Донована исполнил Том Хэнкс.

## Биография
Джеймс Бритт Донован родился 29 февраля 1916 года в Бронксе. Он был сыном Харриет (О’Коннор), музыкального педагога, и Джона Джея Донована, хирурга. Его брат Джон Джей Донован-младший был сенатором от штата Нью-Йорк. Члены его семьи имели ирландские корни.
Он окончил старшую школу All Hallows School. В 1933 году он начал учиться в Фордемском университете, где получил степень бакалавр искусств в 1937 году. Он хотел стать журналистом, но его отец убедил его изучать право на Юридическом факультете Гарвардского университета, начиная с осени 1937 года. В 1940 году он получил степень бакалавра права и начал работать адвокатом. 
В 1942 году он стал первым помощником генерального юрисконсульта в Управлении научных исследований и усовершенствований. 
С 1943 по 1945 годы он был генеральным консулом в Управлении стратегических служб. 
В 1945 году он стал помощником Роберта Джексона в Нюрнбергском процессе в Германии.
В 1950 году он был партнёром Томаса Уоттерса в юридической фирме «Уоттерс и Донован». 
В 1957 году он стал адвокатом советского разведчика Рудольфа Абеля, после того, как многие адвокаты отказались представлять его интересы в суде. Донован проиграл дело, однако ему удалось оспорить возможный смертный приговор, который был заменён на тюремное заключение сроком на 30 лет. Позже он подал апелляцию в Верховный суд США. Донован утверждал, что при задержании его клиента ФБР была нарушена четвёртая поправка к Конституции США. Пятью голосами против четырех Верховный суд оставил в силе приговор Абелю. Председатель Верховного суда Эрл Уоррен публично поблагодарил Донована за его верность делу. 
С 1961 по 1963 года Донован был вице-президентом Департамента образования Нью-Йорка, а с 1963 по 1965 года — президентом.
В 1962 году Донован вместе с сотрудником ЦРУ Миланом Мисковски вёл переговоры с советскими посредниками, чтобы освободить захваченного американского пилота Фрэнсиса Гэри Пауэрса. Донован успешно провёл переговоры по его обмену на Рудольфа Абеля, которого он защищал 5 лет назад.
История дела Абеля, напряжённые переговоры и захватывающий обмен пленных в период Холодной войны легли в основу книги Донована «Незнакомцы на мосту» (англ. Strangers on a Bridge), написанной совместно с литературным негром Бардом Линдеманом. Книга «Незнакомцы на мосту» была опубликована в 1964 году и получила хорошие отзывы критиков. Эта книга вдохновила режиссера Стивена Спилберга снять фильм «Шпионский мост» с Томом Хэнксом в роли Джеймса Донована. Благодаря успеху фильма книга «Незнакомцы на мосту» вновь приобрела популярность и была переиздана издательством Simon & Schuster в августе 2015 года.
В 1962 году с Донованом связался кубинский эмигрант Перес Сиснерос (Pérez Cisneros), который попросил поддержать его в переговорах по освобождению 1113 узников, захваченных в плен после неудачной Операции в заливе Свиней. Донован предложил безвозмездную юридическую помощь для Кубинского семейного комитета родственников заключённых.
Спустя несколько месяцев он впервые отправился на Кубу. На тот момент американо-кубинские отношения были крайне напряжёнными, после попытки вторжения. При первой встрече с Донованом Фидель Кастро был резок и немногословен. Тем не менее Доновану удалось заручиться доверием кубинского лидера. Кастро особенно оценил то, что Донован взял с собой своего восемнадцатилетнего сына Джона.
21 декабря 1962 года Кастро и Донован заключили соглашение, по которому 1113 кубинцев были освобождены в обмен на $53 миллиона, еду и медицинские препараты, полученные от частных пожертвований и компаний, ожидавших налоговые льготы. Идея обмена пленных на медицину возникла у Донована, когда он узнал, что кубинская медицина не в состоянии оказать ему помощь с его собственным бурситом. К 3 июля 1963 года Донован освободил 9703 мужчин, женщин от кубинского ареста.
За свою работу Донован был удостоен Заслуженной медали разведки ЦРУ. В 1962 году он был кандидатом от демократов на должность сенатора в Нью-Йорке, но проиграл выборы Джейкобу К. Джавитсу. Донован также был президентом Департамента образования Нью-Йорка в разгар эпохи гражданских прав, заявив, что он возглавляет «Департамент образования, а не Департамент интеграции».
В 1964 году Донован опубликовал свою первую книгу «Незнакомцы на мосту, Дело полковника Абеля», а в 1967 году выпустил вторую книгу, — «Проблемы: Размышления адвоката широкого профиля» (англ. Challenges: Reflections of a Lawyer-at-Large).
В свои последние годы Донован был президентом Института Пратта. Он умер от сердечного приступа 19 января 1970 года в Методистской больнице в Нью-Йорке.
Распространена городская легенда, согласно которой Джеймс Донован в 1963 году решил подарить акваланг Фиделю Кастро как любителю дайвинга, однако ЦРУ, пытавшееся избавиться от команданте, тайно занесло в баллоны туберкулёзную палочку. Не знавший об этом Донован оставил акваланг себе, купив для Кастро другой: позже у Донована из-за туберкулёзной палочки якобы развился грипп, в результате которого он и умер.

## Личная жизнь
С 1941 года Донован был женат на Мэри Маккенне. У них родились сын и три дочери.

## В массовой культуре
- В 2006 году Филипп Джей Биггер опубликовал биографию Донована под названием «Переговорщик: Жизнь и карьера Джеймса Б. Донована»[3].
- 4 августа 2015 года Scribner (дочерняя компания Simon & Schuster) переиздала «Незнакомцы на мосту».
- Решение переиздать мемуары Донована совпало со съёмкой фильма «Шпионский мост», снятого Стивеном Спилбергом по сценарию Мэтта Чармана и братьев Коэнов, который вышел 16 октября 2015 года. Роль Джеймса Донована исполнил Том Хэнкс[22].
- Джеймс Грегори исполнил роль Джеймса Донована в телефильме «Фрэнсис Гэри Пауэрс: Правдивая история инцидента с самолётом-разведчиком U-2» 1976 года, основанном на биографии Пауэрса[23].

## Труды
- Донован, Джеймс Б. «Незнакомцы на мосту: Дело полковника Абеля». — Atheneum, 1964. — ISBN 978-1-299-06377-8.
- Донован, Джеймс Б. «Проблемы: Размышления адвоката широкого профиля». — Atheneum, 1967. (с предисловием Эрвина Грисвольда)